# 筑後小郡インターチェンジ
筑後小郡インターチェンジ（ちくごおごおりインターチェンジ）は、福岡県小郡市山隈にある大分自動車道のインターチェンジである。

## 歴史
- 1987年2月5日：鳥栖JCT - 朝倉IC間開通にともない供用開始。

## 接続する道路

### 直接接続
- 福岡県道53号久留米筑紫野線

### 間接接続
- 国道500号

## 料金所
ブース数：4

### 入口
- ブース数：2
  - ETC専用：1
  - ETC/一般：1

### 出口
- ブース数：2
  - ETC専用：1
  - 一般：1

## 周辺
- 小郡市街地
- 城山公園
- 焼峠古墳
- 御勢大霊石神社
- コストコ小郡倉庫店
- 鳥栖市方面
- 筑紫野市方面
- 久留米市方面
- 九州国立博物館（県道53号・県道35号経由）
- イオン小郡ショッピングセンター

## 隣
E34 大分自動車道
(9) 鳥栖JCT - 井上PA（上り線のみ） - (1) 筑後小郡IC - 大刀洗PA（下り線のみ） - (2) 甘木IC